# Lepidozona attuensis
Lepidozona attuensis är en blötdjursart som beskrevs av Clark 2000. Lepidozona attuensis ingår i släktet Lepidozona och familjen Ischnochitonidae. Inga underarter finns listade i Catalogue of Life.